# Devecey
Devecey är en kommun i departementet Doubs i regionen Bourgogne-Franche-Comté i östra Frankrike. Kommunen ligger i kantonen Marchaux som tillhör arrondissementet Besançon. År 2022 hade Devecey 1 314 invånare.

## Befolkningsutveckling
Antalet invånare i kommunen Devecey
Referens:INSEE